# Rosja na Letnich Igrzyskach Olimpijskich 2004
Rosję na Letnich Igrzyskach Olimpijskich 2004 w Atenach reprezentowało 444 zawodników, w tym 202 kobiet w 29 dyscyplinach. Najmłodszym zawodnikiem była Julija Kołtunowa (15 lat). Najstarszym zawodnikiem był Siergiej Alifirienko (45 lat). Rosjanie zdobyli 93 medale plasując się na 3. pozycji.

## Zdobyte medale
| Medal  | Zawodnik | Dyscyplina sportowa    | Konkurencja                                          |
| ------ | --- | ---------------------- | ---------------------------------------------------- |
| złoto  | Aleksiej Tiszczenko | Boks                   | Waga piórkowa (do 57 kg                              |
| złoto  | Gajdarbiek Gajdarbiekow | Boks                   | Waga średnia (do 75 kg)                              |
| złoto  | Aleksandr Powietkin | Boks                   | Waga superciężka (powyżej 91 kg)                     |
| złoto  | Alina Kabajewa | Gimnastyka             | Gimnastyka artystyczna wielobój indywidualnie        |
| złoto  | Olesia Bieługina Olga Głatskich Tatiana Kurbakowa Natalia Ławrowa Elena Murzina Elena Posewina | Gimnastyka             | Gimnastyka artystyczna układ zbiorowy                |
| złoto  | Michaił Ignatjew | Kolarstwo              | Jazda na punkty (mężczyźni)                          |
| złoto  | Olga Slusariewa | Kolarstwo              | Jazda na punkty (kobiety)                            |
| złoto  | Jurij Borzakowski | Lekkoatletyka          | Bieg na 800 m                                        |
| złoto  | Jelena Isinbajewa | Lekkoatletyka          | Skok o tyczce                                        |
| złoto  | Natalja Sadowa | Lekkoatletyka          | Rzut dyskiem                                         |
| złoto  | Olga Kuzienkowa | Lekkoatletyka          | Rzut młotem                                          |
| złoto  | Tatjana Lebiediewa | Lekkoatletyka          | Skok w dal                                           |
| złoto  | Jelena Slesarienko | Lekkoatletyka          | Skok wzwyż                                           |
| złoto  | Andriej Moisiejew | Pięciobój nowoczesny   |                                                      |
| złoto  | Anastasija Dawydowa Anastasija Jermakowa | Pływanie synchroniczne | Duet                                                 |
| złoto  | Jelena Azarowa Olga Brusnikina Anastasija Dawydowa Anastasija Jermakowa Elwira Chasianowa Marija Kisielowa Olga Nowokszczenowa Anna Szorina | Pływanie               | Pływanie synchroniczne drużynowo                     |
| złoto  | Dmitrij Bieriestow | Podnoszenie ciężarów   |                                                      |
| złoto  | Michaił Niestrujew | Strzelectwo            | Pistolet dowolny 50 m                                |
| złoto  | Aleksiej Alipow | Strzelectwo            | Rzutki – trap                                        |
| złoto  | Lubow Gałkina | Strzelectwo            | Karabin małokalibrowy trzy postawy 50 m              |
| złoto  | Tatjana Łogunowa Karina Aznawurian Oksana Jermakowa | Szermierka             | Floret kobiet (drużynowo)                            |
| złoto  | Nikołaj Spiniew Igor Krawcow Aleksiej Swirin Siergiej Fiodorowcew | Wioślarstwo            | Czwórka podwójna                                     |
| złoto  | Aleksiej Miszyn | Zapasy                 | Styl klasyczny (84 Kg)                               |
| złoto  | Chasan Barojew | Zapasy                 | Styl klasyczny (120 kg)                              |
| złoto  | Mawlet Batirow | Zapasy                 | Styl wolny (55 Kg)                                   |
| złoto  | Buwajsar Sajtijew | Zapasy                 | Styl wolny (74 kg)                                   |
| złoto  | Chadżymurat Gacałow | Zapasy                 | Styl wolny (96 kg)                                   |
| srebro | Swietłana Chorkina | Gimnastyka             | Gimnastyka sportowa wielobój indywidualnie           |
| srebro | Irina Czaczina | Gimnastyka             | Gimnastyka sportowa wielobój indywidualnie           |
| srebro | Aleksander Moskalenko | Gimnastyka             | Trampolina                                           |
| srebro | Witalij Makarow | Judo                   | 73 kg mężczyzn                                       |
| srebro | Tamierłan Tmienow | Judo                   | Pow. 100 kg mężczyzn                                 |
| srebro | Aleksandr Kostogłod Aleksandr Kowalow | Kajakarstwo            | C-2 1000 metrów                                      |
| srebro | Wiaczesław Jekimow | Kolarstwo              | Kolarstwo szosowe Jazda indywidualna na czas         |
| srebro | Tamiłła Abasowa | Kolarstwo              | Kolarstwo torowe Sprint                              |
| srebro | Dienis Niżegorodow | Lekkoatletyka          | Chód 50 km                                           |
| srebro | Tatjana Tomaszowa | Lekkoatletyka          | Bieg na 1500 m                                       |
| srebro | Olimpiada Iwanowa | Lekkoatletyka          | Chód 20 km                                           |
| srebro | Olga Fiodorowa Julija Tabakowa Irina Chabarowa Łarisa Krugłowa | Lekkoatletyka          | Sztafeta 4 × 100 m                                   |
| srebro | Irina Simagina | Lekkoatletyka          | Skok w dal                                           |
| srebro | Swietłana Fieofanowa | Lekkoatletyka          | Skok o tyczce                                        |
| srebro | Stanisława Komarowa | Pływanie               | 200 m stylem grzbietowym kobiet                      |
| srebro | Chadżimurat Akkajew | Podnoszenie ciężarów   | Waga do 94 kg                                        |
| srebro | Natalja Zabołotnaja | Podnoszenie ciężarów   | waga do 75 kg                                        |
| srebro | Irina Tiebienichina Jelena Tiurina Lubow Sokołowa Natalja Safronowa Jewgienija Artamonowa Jelizawieta Tiszczenko Olga Czukanowa Jekatierina Gamowa Marina Szeszenina Aleksandra Korukowiec Jelena Płotnikowa Olga Nikołajewa                               | Piłka siatkowa         |                                                      |
| srebro | Wiera Iljina Julija Pachalina | Skoki do wody          | Trampolina 3-metrowa skoki synchroniczne             |
| srebro | Natalja Gonczarowa Julija Kołtunowa | Skoki do wody          | Trampolina 10-metrowa skoki synchroniczne            |
| srebro | Aleksandr Blinow | Strzelectwo            | Strzelanie do ruchomej tarczy 10 m                   |
| srebro | Siergiej Polakow | Strzelectwo            | Pistolet szybkostrzelny 25 m                         |
| srebro | Michaił Niestrujew | Strzelectwo            | Pistolet pneumatyczny 10 m                           |
| srebro | Lubow Gałkina | Strzelectwo            | Pistolet pneumatyczny 10 m                           |
| srebro | Giuzel Maniurowa | Zapasy                 | Styl wolny 72 kg                                     |
| srebro | Giejdar Mamiedalijew | Zapasy                 | Styl klasyczny 55 kg                                 |
| Brąz   | Siergiej Kazakow | Boks                   | Waga papierowa (do 48 kg)                            |
| Braz   | Murat Chraczow | Boks                   | Waga lekka (do 60 kg)                                |
| Brąz   | Oleg Saitow | Boks                   | Waga półśrednia (do 69 kg)                           |
| Braz   | Ludmiła Eszowa Swietłana Chorkina Maria Kriuczkowa Anna Pawłowa Elena Zamołodżikowa Natalia Ziganczina | Gimnastyka             | Gimnastyka sportowa wielobój drużynowy               |
| Brąz   | Dmitrij Nosow | Judo                   | 81 kg mężczyzn                                       |
| Braz   | Chasanbi Taow | Judo                   | 90 kg mężczyzn                                       |
| Brąz   | Tea Dongusaschwili | Judo                   | Pow.78 kg kobiet                                     |
| Braz   | Maksim Opalew | Kajakarstwo            | C-1 500 metrów                                       |
| Brąz   | Aleksandr Kostogłod Aleksandr Kowalow | Kajakarstwo            | C-2 500 metrów                                       |
| Brąz   | Olga Slusiarewa | Kolarstwo              | Kolarstwo szosowe kobiety Wyścig ze startu wspólnego |
| Brąz   | Maria Kałmykowa Tatiana Szegolewa Maria Stefanowa Olga Arteszyna Elena Baranowa Irina Osipowa Natalja Wodopjanowa Anna Archipowa Diana Gustilina Ilona Korstin Oxana Rachmatulina                                                                          | Koszykówka             |                                                      |
| Brąz   | Aleksiej Wojewodin | Lekkoatletyka          | Chód 50 km                                           |
| Brąz   | Daniił Burkienia | Lekkoatletyka          | Trójskok                                             |
| Brąz   | Siergiej Makarow | Lekkoatletyka          | Rzut oszczepem                                       |
| Brąz   | Natalia Antiuch | Lekkoatletyka          | Bieg na 400 m                                        |
| Brąz   | Tatjana Kotowa | Lekkoatletyka          | Skok w dal                                           |
| Brąz   | Tatjana Lebiediewa | Lekkoatletyka          | Trójskok                                             |
| Brąz   | Swietłana Kriwielowa | Lekkoatletyka          | Pchnięcie kulą                                       |
| Brąz   | Andriej Ławrow Aleksiej Kostygow Oleg Kuleszow Dienis Kriwoszłykow Aleksandr Tuczkin Wasilij Kudinow Pawieł Baszkin Dmitrij Torgowanow Aleksandr Gorbatikow Aleksiej Rastworcew Wiaczesław Gorpiszyn Siergiej Pogoriełow Michaił Czipurin Eduard Kokszarow | Piłka ręczna           |                                                      |
| Brąz   | Roman Balashov Revaz Chomakhidze Alexander Eryshov Alexander Fedorov Sergey Garbuzov Dmitry Gorshkov Nikolay Kozlov Nikolay Maksimov Andrey Rekechinsky Dmitry Stratan Vitaly Yurchik Marat Zakirov Irek Zinnurov                                          | Piłka wodna            |                                                      |
| Brąz   | Oleg Pieriepieczenow | Podnoszenie ciężarów   | Waga do 77 kg                                        |
| Brąz   | Eduard Tiukin | Podnoszenie ciężarów   | Waga do 94 kg                                        |
| Brąz   | Gleb Pisariewski | Podnoszenie ciężarów   | Waga do 105 kg                                       |
| Brąz   | Zariema Kasajewa | Podnoszenie ciężarów   | Waga do 69 kg                                        |
| Brąz   | Walentina Popowa | Podnoszenie ciężarów   | waga do 75 kg                                        |
| Brąz   | Stanisław Diniejkin Siergiej Baranow Pawieł Abramow Aleksiej Kazakow Siergiej Tietiuchin Wadim Chamutckich Aleksandr Kosariew Konstantin Uszakow Taras Chtiej Andriej Jegorczew Aleksiej Wierbow Aleksiej Kuleszow                                         | Piłka siatkowa         |                                                      |
| Brąz   | Dmitri Sautin | Skoki do wody          | Trampolina 3-metrowa                                 |
| Brąz   | Julija Pachalina | Skoki do wody          | Trampolina 3-metrowa                                 |
| Brąz   | Dimitrij Łykin | Strzelectwo            | Strzelanie do ruchomej tarczy 10 m                   |
| Brąz   | Siergiej Alifirienko | Strzelectwo            | Pistolet szybkostrzelny 25 m                         |
| Brąz   | Władimir Isakow | Strzelectwo            | Pistolet pneumatyczny 10 m                           |
| Brąz   | Rienał Ganiejew Jurij Mołczan Wiaczesław Pozdniakow | Szermierka             | Floret mężczyzn drużynowo                            |
| Brąz   | Pawieł Kołobkow | Szermierka             | Szpada                                               |
| Brąz   | Siergiej Szarikow Stanisław Pozdniakow Aleksiej Jakimienko | Szermierka             | Szabla mężczyzn                                      |
| Brąz   | Warteres Samurgaszew | Zapasy                 | 74 kg                                                |
| Brąz   | Machacz Murtazalijew | Zapasy                 | 66 kg                                                |
| Brąz   | Sażyd Sażydow | Zapasy                 | 84 kg                                                |